# فورت داج (آیووا)
فورت داج (به انگلیسی: Fort Dodge) شهری در ایالت آیووا کشور ایالات متحده آمریکا است که جمعیت آن در سرشماری سال ۲۰۱۰ میلادی، ۲۵٬۲۰۶ نفر بوده‌است.

## نگارخانه

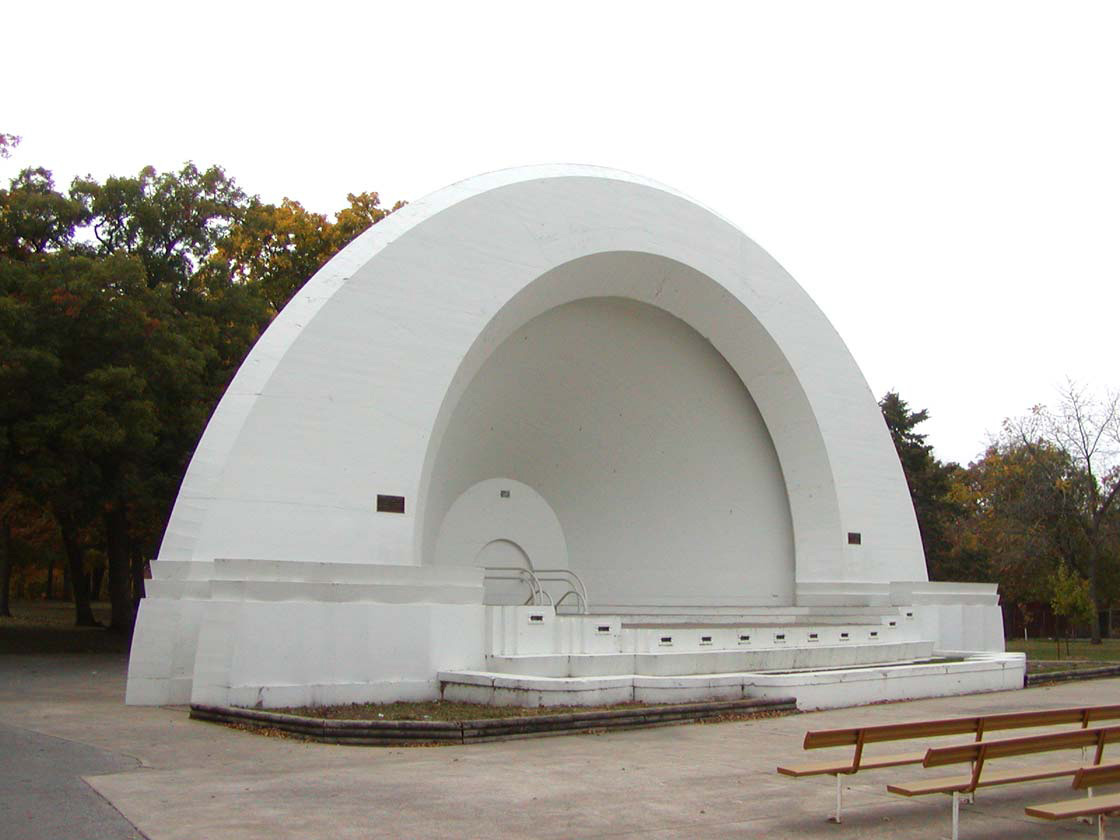
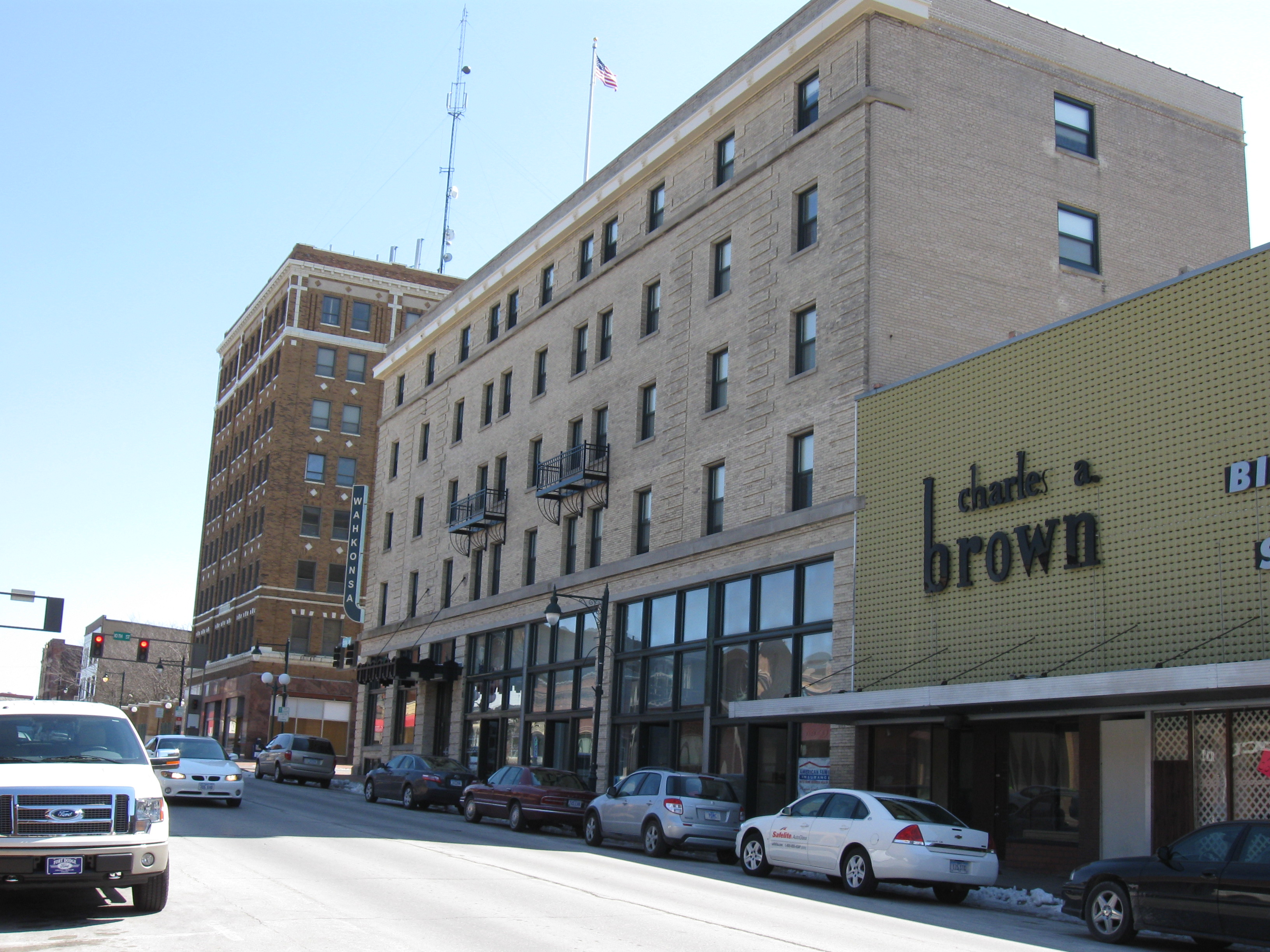
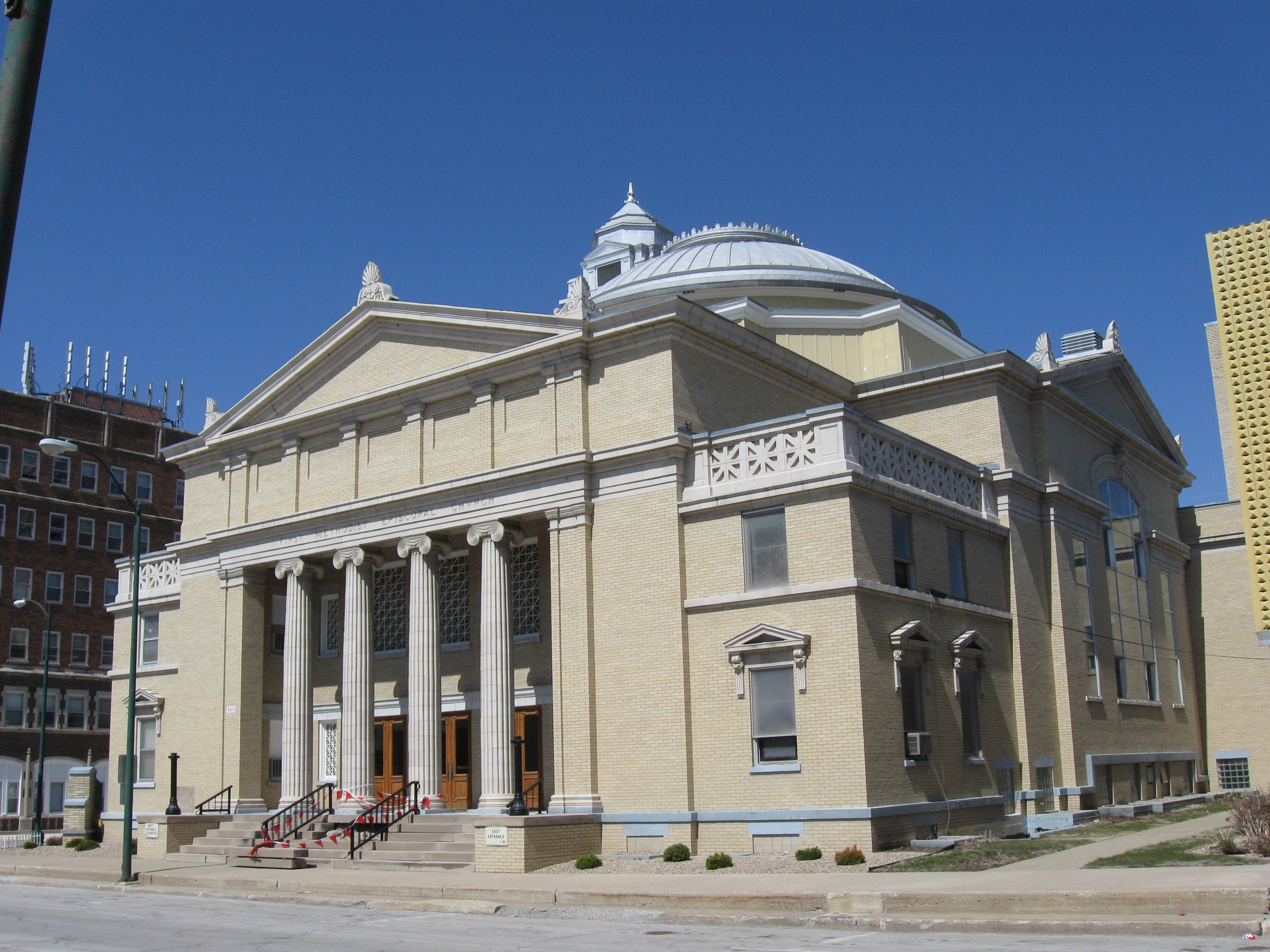
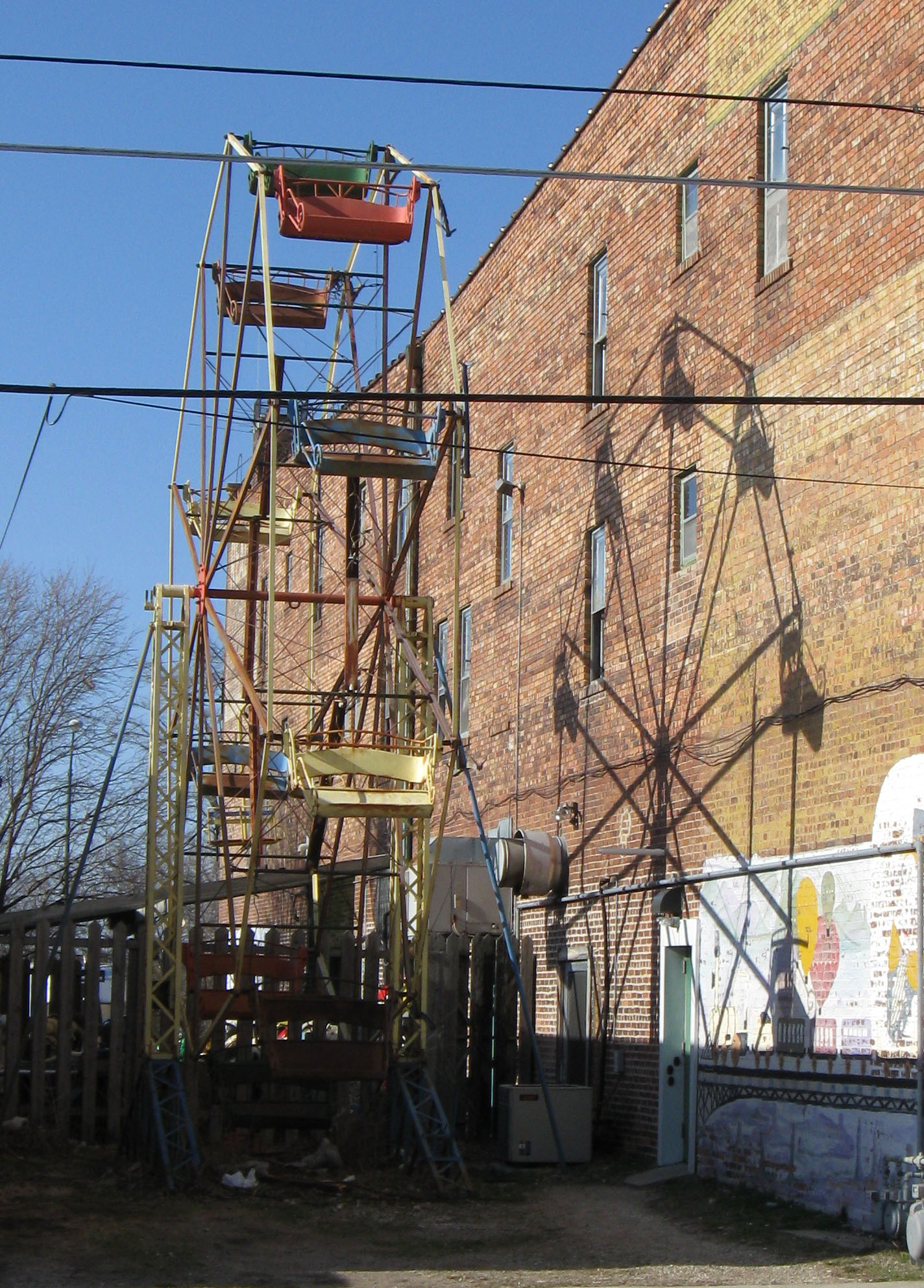
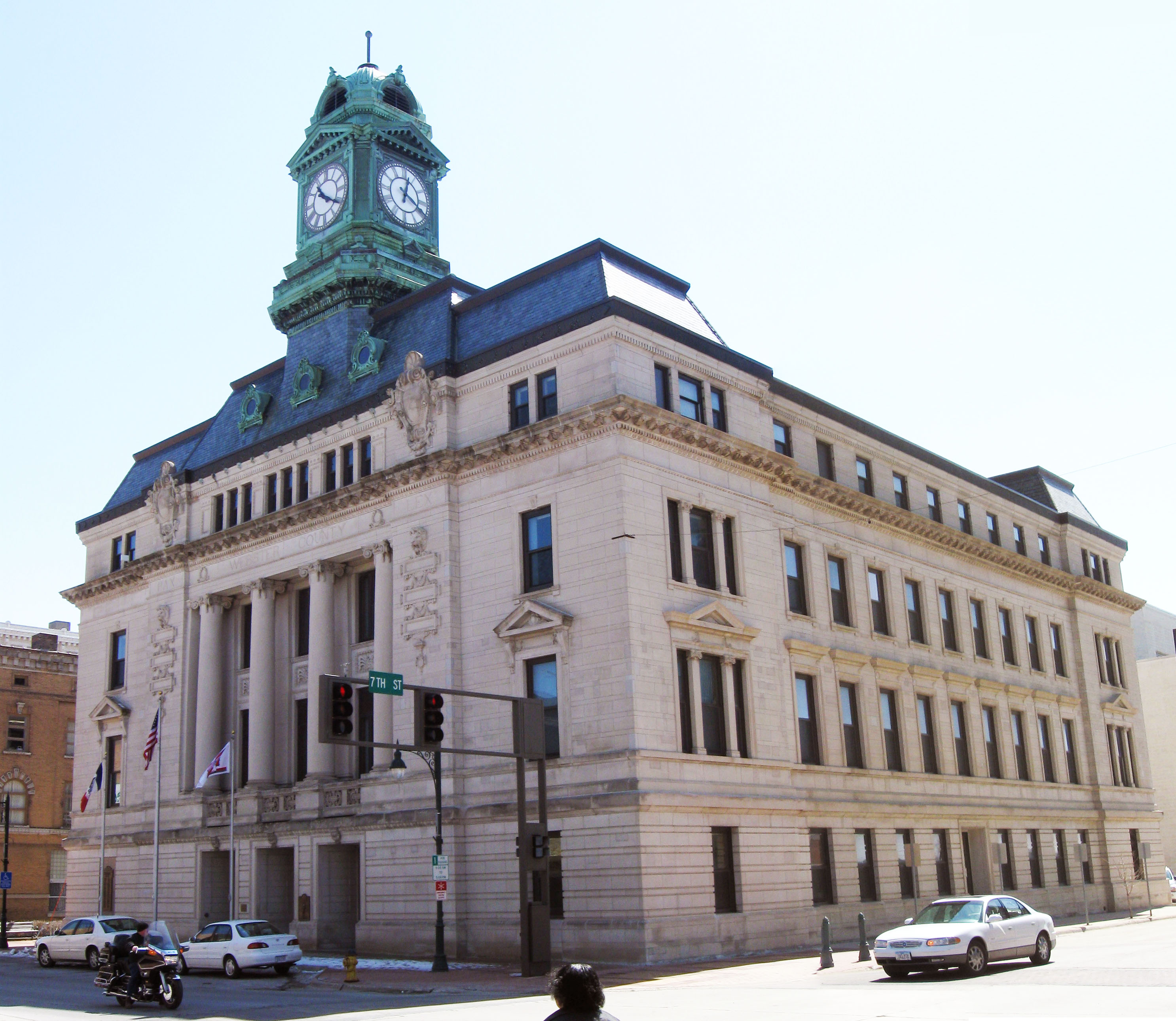
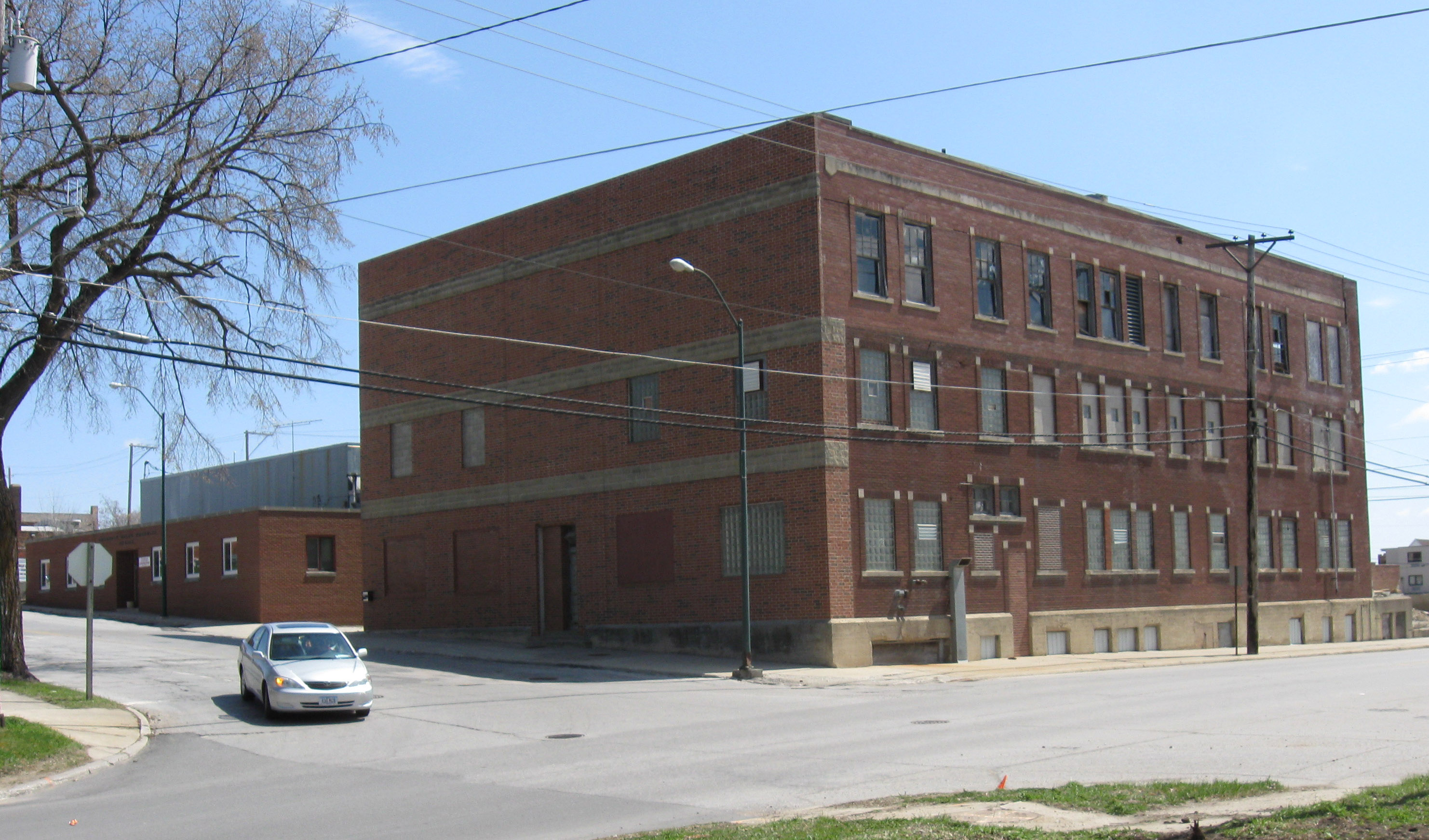
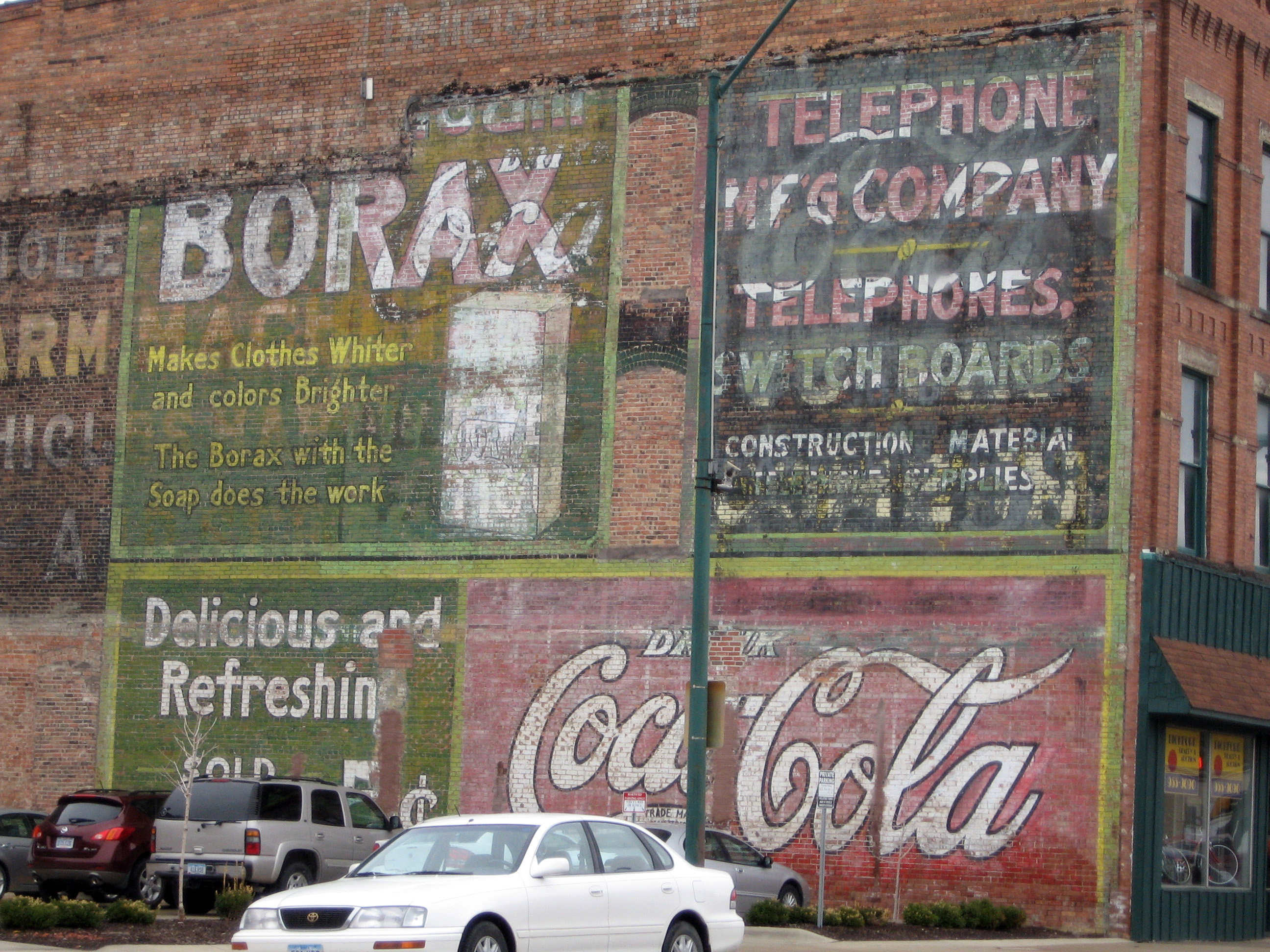
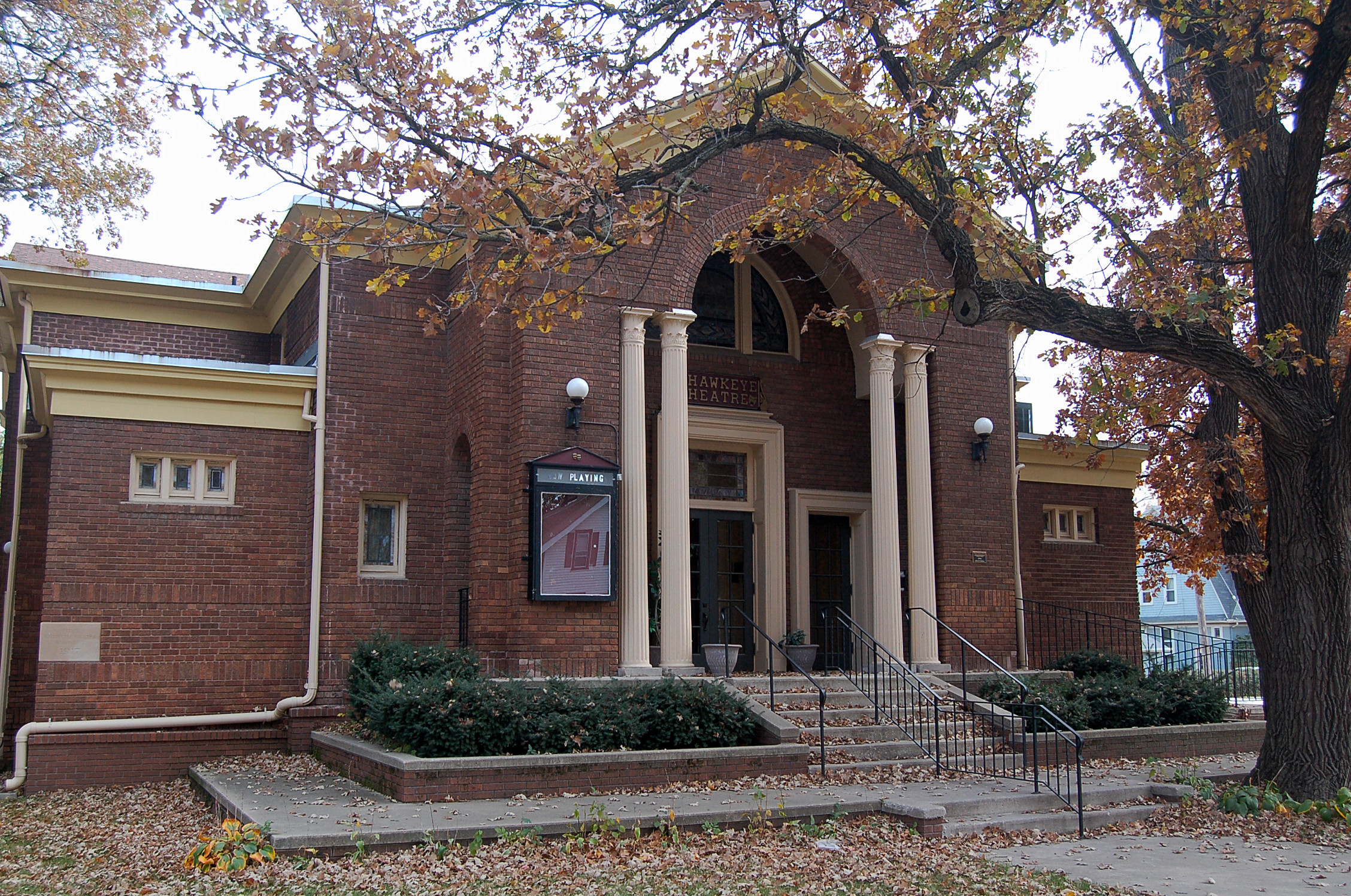

## موقعیت جغرافیایی
موقعیت جغرافیایی شهرها و مناطق اطراف به شرح زیر است: